# Gorove László
Gattájai Gorove László (Szamosújvár, 1780. június 2. – Pest, 1839. március 11.) magyar író, a Magyar Tudományos Akadémia levelező tagja, Gorove István politikus édesapja.

## Családja
Az erdélyi örmény nemesi Gorove (eredeti név: Ákoncz) család leszármazottja.  
Apja Gorove Kristóf, a város főbírája, több ízben királyi kormányszéki biztos és országgyűlési követ. Anyja a szintén örmény nemesi család leánya, beodrai Karátsonyi / Karácsonyi Veronika. Felesége Rácz Mária Magdolna. Gyermekei: Constantia, István (1818), Veronika, László és Anna.

## Életpályája
Tanulmányait szülőhelyén kezdte el és a bölcseletig Kolozsvárott folytatta, ahol is 1796-ban a kolozsvári színpadon fiatal társaival Kotzebue, Embergyűlölés és megbánás című darabját játszotta. 1800-ban Pestre ment az egyetemre törvényt tanulni, itt Haliczky András ismertette meg vele a német, Dugonics András pedig a magyar irodalmat. Kazinczy Ferenc és Faludi munkái nagy hatást gyakoroltak reá.
Apja 1801-ben elhunyt, így Gorove félbehagyta a tanulást és átvette ősei birtokának irányítását. 1810-ben elhagyta Erdélyt, Magyarországra költözött és az Alföldön telepedett le, ahol királyi adomány által megnyerte Gattája (ma: Gátalja) települést. Miután látta, hogy ezen vidéken sehol nem használják a magyar nyelvet, minden igyekezetét arra fordította, hogy bizonyos kiváltságok engedésével Gattájára magyar lakosokat hívjon, akiknek az általa emelt templomban magyarul hirdethetik az Isten igéjét. Így magyarosodott meg Gattája és vidéke. Gorove hivatalt nem vállalt, bár felkérték rá; egyedüli örömét a tudományokban és gazdaságban lelte. A nemzetiség és nyelv ügyében szerzett érdemeiért a Magyar Tudományos Akadémia 1835. szeptember 11-én levelező tagjává választotta.
Etikai, történelmi és országismereti témákban sokat publikált a Tudományos Gyűjteményben 1819-től haláláig.

## A Gorove-alapítvány
Gorove László az Akadémiának 1839. február 18-i alapítólevelével  1000 forint tőkét hagyományozott (testvéreivel együtt) arra a célra, hogy annak kamataival egy kitűnő pályamű szerzőjét jutalmazzák. Ehhez képest az Akadémia által minden negyedik évben a Gorove-alapítványból, 60 arany összegű jutalom mellett, jutalomkérdést kellett kitűzni, amely felváltva az erkölcstan, a "széptan ˇilletve a  magyar művelődéstörténet köréből került ki.

## Munkái
- Jetzid és Hábá, avagy a féltés és meghasonlás. Szomorújáték öt felvonásban. A magyar játszó szinre alkalmaztatta. Buda, 1806. (Előszó kelt Tisza-Varsányon aug. 24. 1808. Először adatott Kolozsvárt 1807. jan. 12., azután Pesten 1808. aug. 17. és 1811. márc. 11. Ism. Bayer József Egyet. Philol. Közlöny, 1881)
- A jegyesek Carthágóban, vagy a nagy Scipio. Eredeti munka, és vitézi történet. Buda, 1807
- Az érdemes kalmár. Hazai történeten épült eredeti darab öt felvonásban. Buda, 1807
- Egy különös tüneménynek, az úgy nevezett Tisza-virágzásának leírása (Tudományos Gyűjtemény, 1819)
- A férjfiunak tökélletességei. Pest, 1823 Online
- Eger várossa történetei. Pest, 1828 (különnyomat a Tudományos Gyűjteményből; újabb kiadása: Eger, 1876 REAL-EOD; Online)
- T. Békés vármegyéhez tett beszéd (hely és év nélkül)